# Moserius
Moserius là một chi động vật giáp xác trong họ Trichoniscidae, chi này có hai loài đã được mô tả:
- Moserius elbanus Taiti & Ferrara, 1995
- Moserius percoi Strouhal, 1940